# Versainville
Versainville est une commune française, située dans le département du Calvados en région Normandie, peuplée de 508 habitants (les Versainvillais).

## Géographie
La commune est en campagne de Falaise. Son bourg est à 3 km au nord-est de Falaise, à 10 km au sud-est de Potigny, à 17 km au sud-ouest de Saint-Pierre-sur-Dives et à 36 km au sud-est de Caen.
Le point culminant (166 m) se situe en limite nord-ouest, près du lieu-dit le Bois de Catelonde. Le point le plus bas (70 m) correspond à la sortie de l'Ante du territoire, au sud-est.
| Saint-Pierre-Canivet | Épaney       | Épaney        |
| Aubigny, Falaise     | Versainville | Damblainville |
| Falaise              | Eraines      | Eraines       |

### Hydrographie
La commune est située dans le bassin Seine-Normandie. Elle est drainée par l'Ante et le bief du Moulin d'Eraines,,.
L'Ante, d'une longueur de 20 km, prend sa source dans la commune de Martigny-sur-l'Ante et se jette  dans la Dives à Morteaux-Coulibœuf, après avoir traversé neuf communes. 

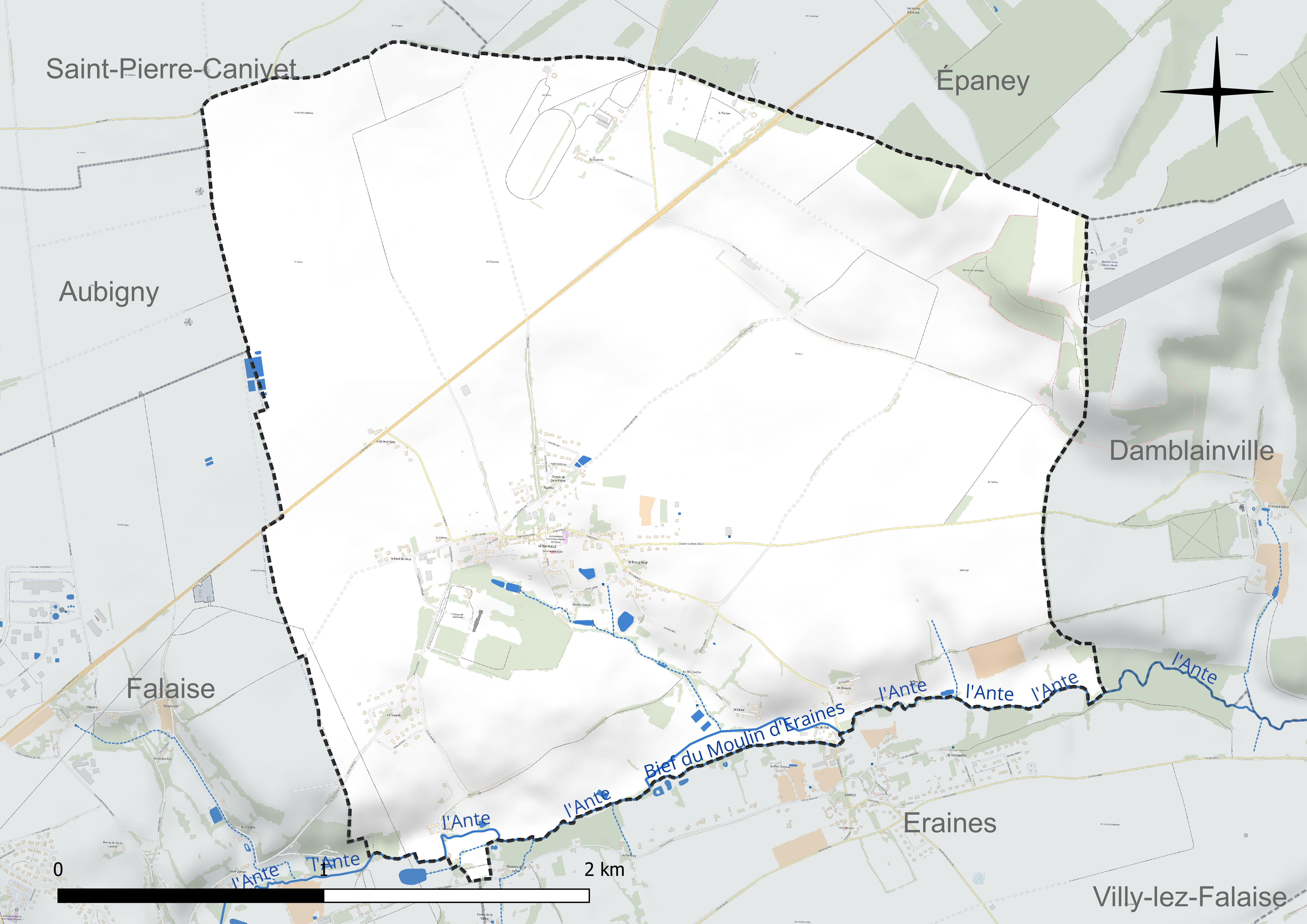
Réseau hydrographique de Versainville.

### Climat
Pour des articles plus généraux, voir Climat de la Normandie et Climat du Calvados.
En 2010, le climat de la commune est de type climat océanique altéré, selon une étude du CNRS s'appuyant sur une série de données couvrant la période 1971-2000. En 2020, Météo-France publie une typologie des climats de la France métropolitaine dans laquelle la commune est exposée à un climat océanique et est dans la région climatique  Normandie (Cotentin, Orne), caractérisée par une pluviométrie relativement élevée (850 mm/a) et un été frais (15,5 °C) et venté. Parallèlement le GIEC normand, un groupe régional d'experts sur le climat, différencie quant à lui, dans une étude de 2020, trois grands types de climats pour la région Normandie, nuancés à une échelle plus fine par les facteurs géographiques locaux. La commune est, selon ce zonage, exposée à un « climat des plateaux abrités », correspondant à la plaine agricole de Caen à Falaise, sous le vent des collines de Normandie et proche de la mer, se caractérisant par une pluviométrie et des contraintes thermiques modérées.
Pour la période 1971-2000, la température annuelle moyenne est de 10,4 °C, avec  une amplitude thermique annuelle de 13,1 °C. Le cumul annuel moyen de précipitations est de 751 mm, avec 12,2 jours de précipitations en janvier et 8 jours en juillet. Pour la période 1991-2020, la température moyenne annuelle observée sur la station météorologique la plus proche, située sur la commune de Damblainville à 5 km à vol d'oiseau, est de 11,6 °C et le cumul annuel moyen de précipitations est de 716,8 mm,. Pour l'avenir, les paramètres climatiques de la commune estimés pour 2050 selon différents scénarios d'émission de gaz à effet de serre sont consultables sur un site dédié publié par Météo-France en novembre 2022.

## Urbanisme

### Typologie
Au 1er janvier 2024, Versainville est catégorisée commune rurale à habitat dispersé, selon la nouvelle grille communale de densité à 7 niveaux définie par l'Insee en 2022.
Elle est située hors unité urbaine. Par ailleurs la commune fait partie de l'aire d'attraction de Caen, dont elle est une commune de la couronne,. Cette aire, qui regroupe 296 communes, est catégorisée dans les aires de 200 000 à moins de 700 000 habitants,.

### Occupation des sols
L'occupation des sols de la commune, telle qu'elle ressort de la base de données européenne d'occupation biophysique des sols Corine Land Cover (CLC), est marquée par l'importance des territoires agricoles (89,5 % en 2018), une proportion sensiblement équivalente à celle de 1990 (89,8 %). La répartition détaillée en 2018 est la suivante : 
terres arables (74,1 %), prairies (9 %), zones agricoles hétérogènes (6,4 %), zones urbanisées (5,2 %), espaces verts artificialisés, non agricoles (4,5 %), forêts (0,8 %). L'évolution de l'occupation des sols de la commune et de ses infrastructures peut être observée sur les différentes représentations cartographiques du territoire : la carte de Cassini (XVIIIe siècle), la carte d'état-major (1820-1866) et les cartes ou photos aériennes de l'IGN pour la période actuelle (1950 à aujourd'hui).

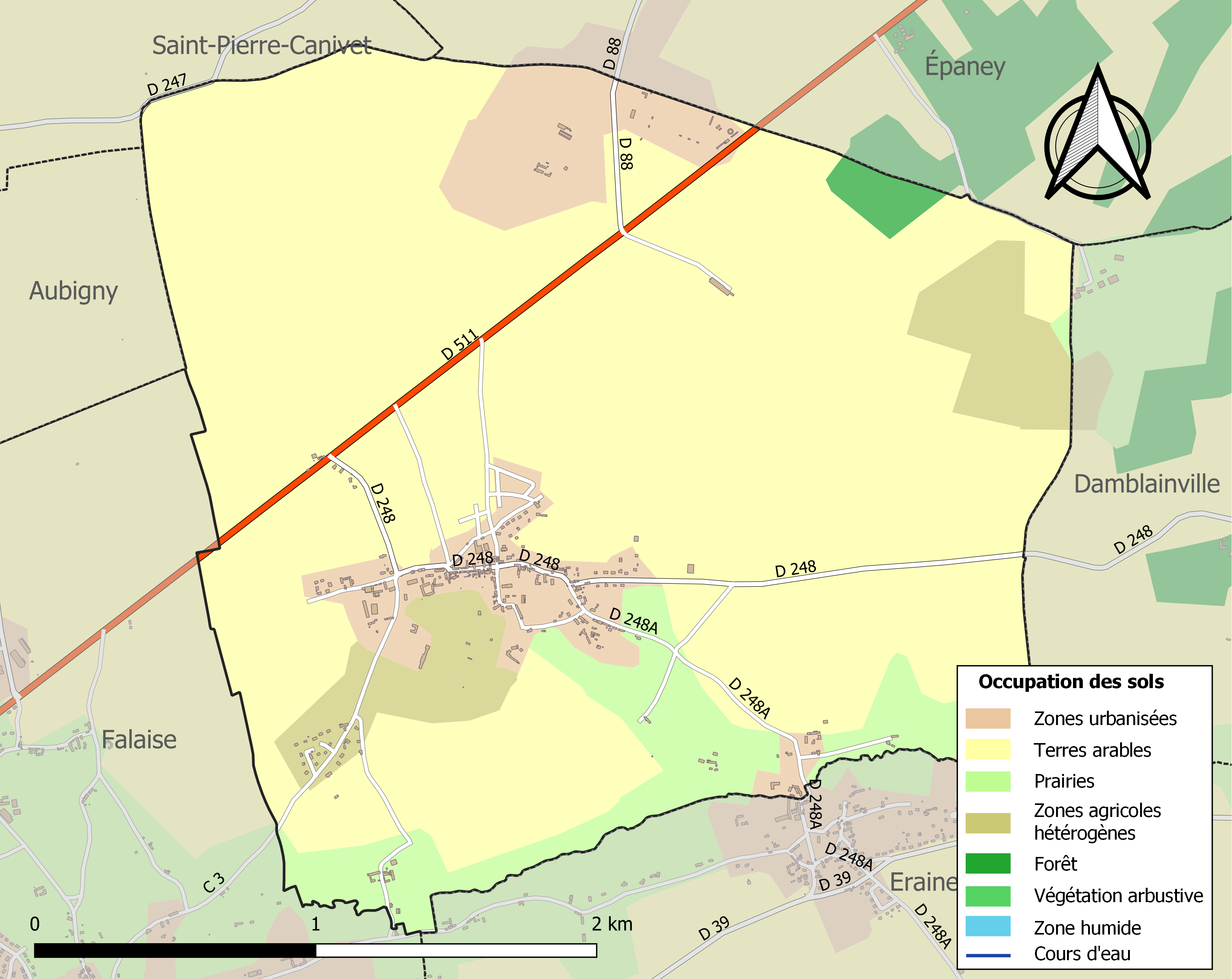
Carte des infrastructures et de l'occupation des sols de la commune en 2018 (CLC).

## Toponymie
Le nom de la localité est attesté sous les formes Verchinvilla en 1198, Vercinvilla en 1263.
Il s'agit d'une formation toponymique médiévale en -ville au sens ancien de « domaine rural », dont le premier élément Versain- représente probablement un anthroponyme conformément au cas général.
C'est peut-être du nom de personne roman Vercinius ou germanique occidental Verkin, comprendre le nom de personne français Verchin, encore attesté comme patronyme ou encore, moins probablement, Versin. L'élément Verchin- a été refait en Versin- Versain-, en supprimant ce qui a été perçu comme le chuintement dialectal.
Le nom Bois de Catelonde est une tautologie, l'ancien normand londe signifiant précisément « bosquet, bois ». Ce terme est issu de l'ancien scandinave lundr (accusatif singulier lund, acc. pluriel lunda, d'où londe). Le premier élément Cate- procède de l'anthroponyme scandinave Káti (vieux danois Kati), surnom signifiant « de Bonne humeur, le Gai, le Joyeux » (< kátr « gai, joyeux ») et que l'on retrouve dans les nombreux Catteville de Normandie. Homonymie avec Catelon (Eure, Roumois, ecclesiam Catelunti 1096 - 1101, avec lundr, la désinence latine du génitif -i ayant été ajoutée, alors que le génitif norois est lundar, datif lundi).

## Histoire
Dès le paléolithique, il y a une présence humaine sur le site de Versainville, présence attestée par la découverte d'outils et d'éclats de silex. En 1994, des travaux archéologiques sont réalisés et est découvert, au lieu-dit Carrefour de l'Attache, un enclos d'environ 5 200 m2 attestant de la présence d'une tribu gauloise à l'âge du fer (environ 200 à 50 ans av. J.-C.).

## Politique et administration
| Période                                  | Période  | Identité                           | Étiquette | Qualité                                              |
| ---------------------------------------- | -------- | ---------------------------------- | --------- | ---------------------------------------------------- |
| maire en 1900                            | ?        | Gaston Odoard du Hazey (1833-1921) |           | Marquis de Versainville Ancien officier de cavalerie |
| Les données manquantes sont à compléter. |          |                                    |           |                                                      |
| 1989                                     | mai 2020 | Alain Binet                        | SE        | Agriculteur                                          |
| mai 2020                                 | En cours | Sébastien Binet                    | SE        | Agriculteur                                          |

Le conseil municipal est composé de onze membres dont le maire et trois adjoints.

## Démographie
L'évolution du nombre d'habitants est connue à travers les recensements de la population effectués dans la commune depuis 1793. Pour les communes de moins de 10 000 habitants, une enquête de recensement portant sur toute la population est réalisée tous les cinq ans, les populations de référence des années intermédiaires étant quant à elles estimées par interpolation ou extrapolation. Pour la commune, le premier recensement exhaustif entrant dans le cadre du nouveau dispositif a été réalisé en 2008.
En 2022, la commune comptait 508 habitants, en évolution de +10,2 % par rapport à 2016 (Calvados : +1,58 %, France hors Mayotte : +2,11 %).
Versainville a compté jusqu'à 562 habitants en 1800.
| 1793 | 1800 | 1806 | 1821 | 1831 | 1836 | 1841 | 1846 | 1851 |
| ---- | ---- | ---- | ---- | ---- | ---- | ---- | ---- | ---- |
| 510  | 562  | 517  | 521  | 501  | 512  | 511  | 498  | 505  |

| 1856 | 1861 | 1866 | 1872 | 1876 | 1881 | 1886 | 1891 | 1896 |
| ---- | ---- | ---- | ---- | ---- | ---- | ---- | ---- | ---- |
| 490  | 475  | 436  | 433  | 437  | 436  | 406  | 361  | 381  |

| 1901 | 1906 | 1911 | 1921 | 1926 | 1931 | 1936 | 1946 | 1954 |
| ---- | ---- | ---- | ---- | ---- | ---- | ---- | ---- | ---- |
| 364  | 343  | 331  | 296  | 266  | 240  | 234  | 302  | 321  |

| 1962 | 1968 | 1975 | 1982 | 1990 | 1999 | 2006 | 2008 | 2013 |
| ---- | ---- | ---- | ---- | ---- | ---- | ---- | ---- | ---- |
| 298  | 274  | 247  | 274  | 328  | 389  | 401  | 404  | 420  |

| 2018 | 2022 | - | - | - | - | - | - | - |
| ---- | ---- | - | - | - | - | - | - | - |
| 477  | 508  | - | - | - | - | - | - | - |

## Culture locale et patrimoine

### Lieux et monuments
- Château de Versainville (XVIIIe siècle), inscrit au titre des monuments historiques[31],[32] et son parc.  Site inscrit (1942).
- Église Saint-Pierre du XVe siècle[33].

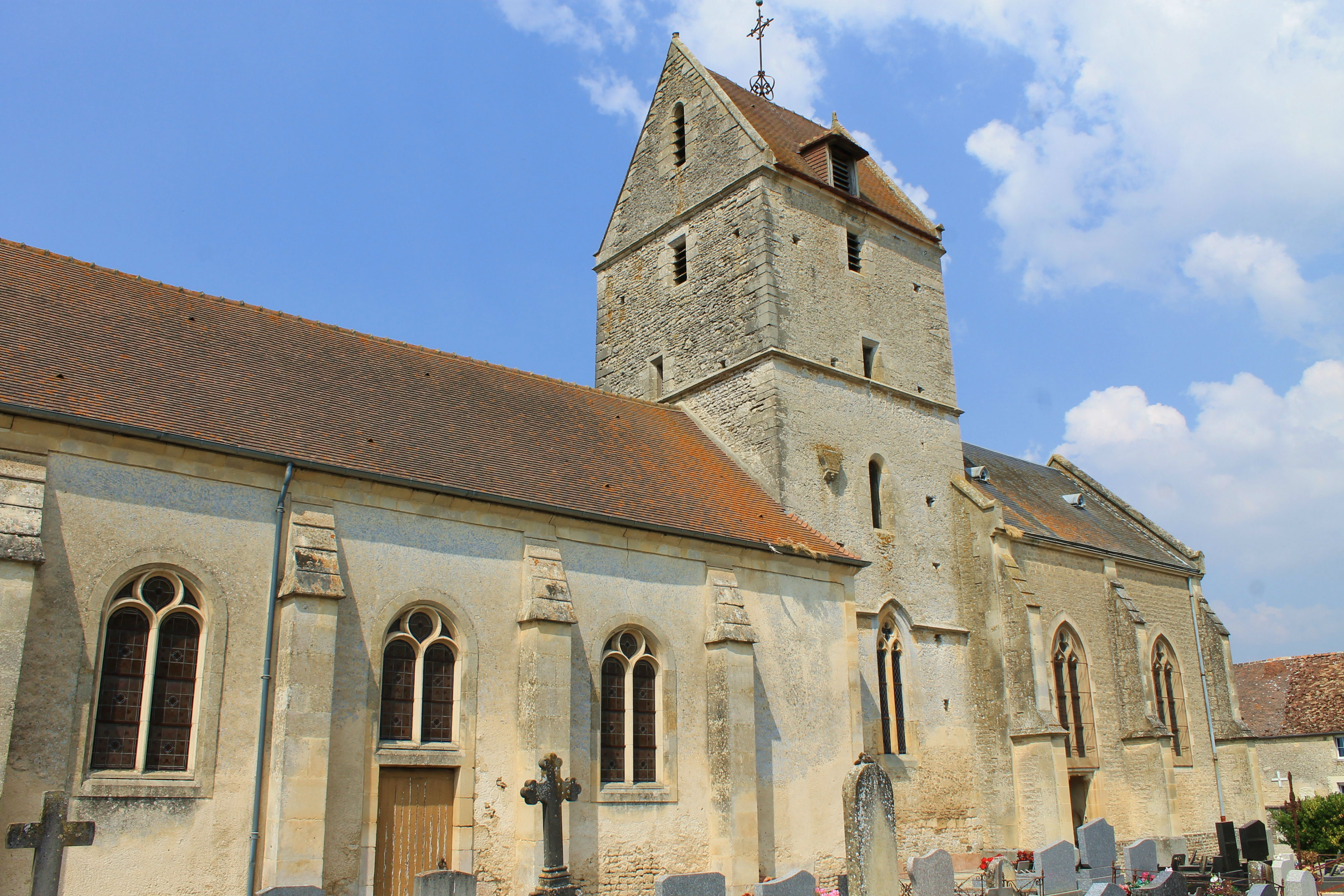
L'église Saint-Pierre.
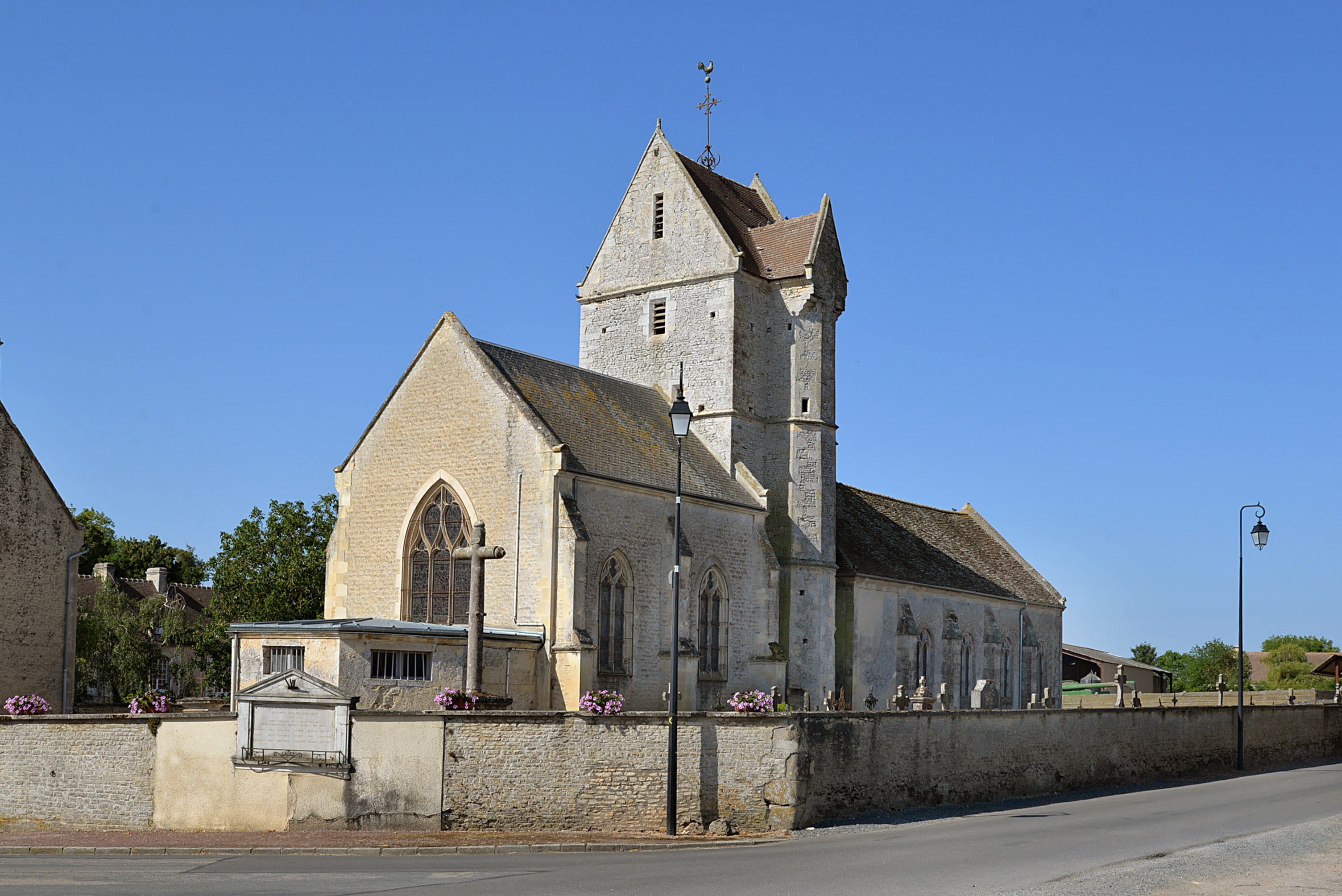
L'église Saint-Pierre.
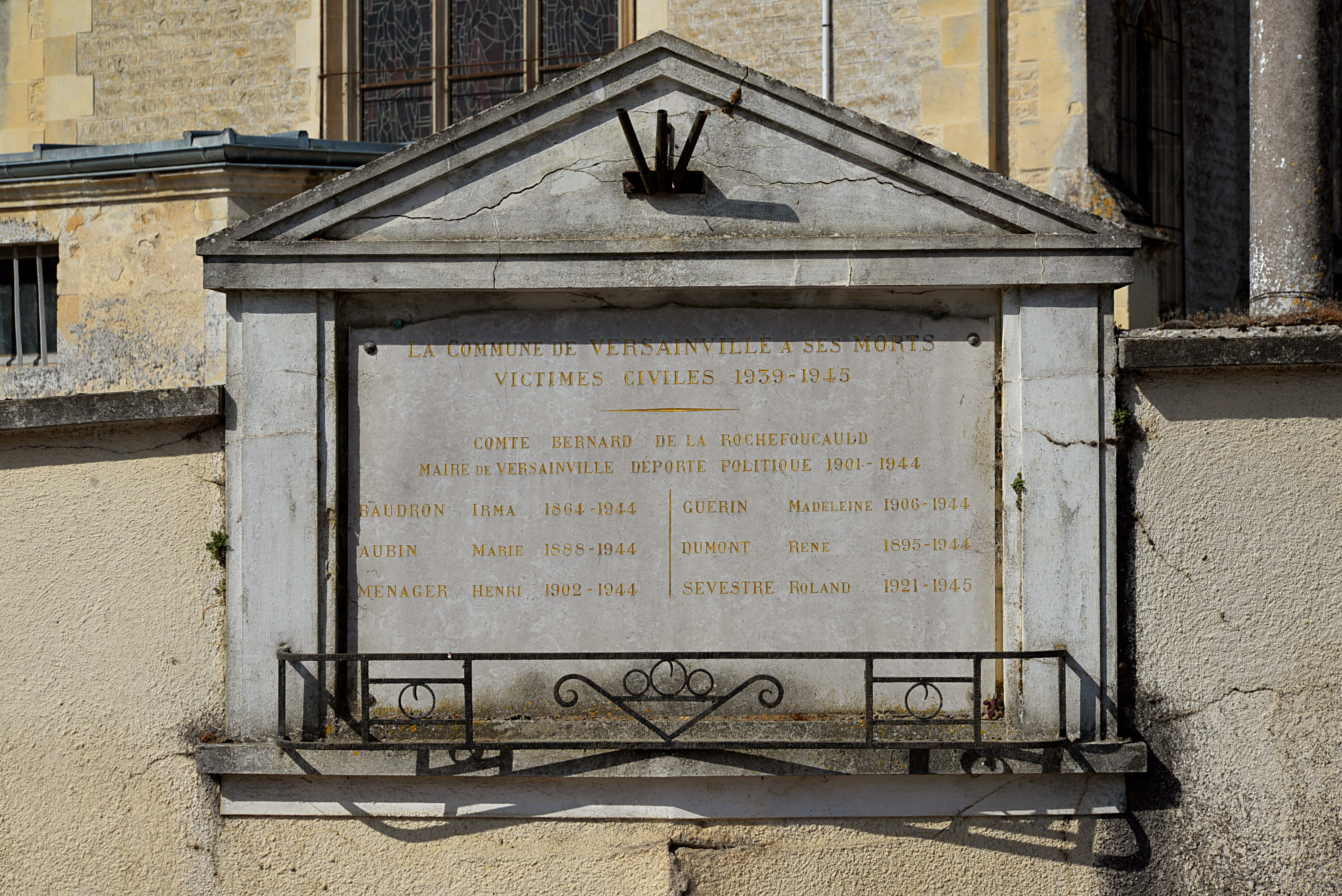
Le monument aux morts.

### Patrimoine naturel

#### Natura 2000
- Une partie des monts d'Éraines, site d'intérêt communautaire Natura 2000[34], est située sur la commune au titre de la réserve naturelle nationale du coteau de Mesnil-Soleil.

## Personnalités liées à la commune
- Le comte Pierre de La Rochefoucauld dit « le duc de La Roche-Guyon » (1853-1930), marié en 1888 à Marie-Sophie-Gildippe Odoard du Hazey, héritière du château de Versainville.
- Bernard de La Rochefoucauld (1901-1944), leur fils, maire de Versainville et résistant, propriétaire du château de Versainville  de 1926 à sa mort.